# Rejon łokniański
Rejon łokniański (ros. Локнянский район) – jednostka administracyjna wchodząca w skład obwodu pskowskiego w Rosji.
Centrum administracyjnym rejonu jest osiedle typu miejskiego Łoknia.

## Geografia
Powierzchnia rejonu wynosi 2412,4 km².
Główne rzeki rejonu to Łoknia i jej dopływ Łować.
Graniczy z obwodami nowogrodzkim i twerskim oraz z rejonami obwodu pskowskiego: bieżanickim, nowosokolniczeskim i wielkołukskim.

## Demografia
W 2020 roku rejon zamieszkiwało 7597 mieszkańców.

## Podział administracyjny
W skład rejonu wchodzi: 1 osiedle miejskie (osiedle Łoknia) i 3 osiedla wiejskie (277 miejscowości): wołost Michajłowskaja, wołost Podbieriezinskaja i wołost Samołukowskaja.